# Lepidocybium flavobrunneum
Genre
Espèce
Lepidocybium flavobrunneum, l'Escolier noir, est une espèce de poissons marins de la famille des Gempylidae. C'est la seule espèce de son genre Lepidocybium (monotypique).